# 1804 en photographie
| Années de la photographie : 1801 - 1802 - 1803 - 1804 - 1805 - 1806 - 1807    |
| Décennies de la photographie : 1770 - 1780 - 1790 - 1800 - 1810 - 1820 - 1830 |

Cet article présente les faits marquants de l'année 1804 en photographie.

## Naissances
- 16 février : Pascual Perez, écrivain et photographe espagnol, mort le 29 janvier 1868.
- 28 février : Hercule Florence, peintre, inventeur et photographe français, actif au Brésil, mort le 27 mars 1879.
- 1er mars : Franz Hanfstaengl, peintre, lithographe et photographe allemand, mort le 18 avril 1877.
- 4 mars : Étienne Casimir Oulif, inventeur et photographe français, actif à Metz, mort le 10 mars 1861.
- 16 mars : Jules-Claude Ziegler, peintre et photographe français, mort le 25 décembre 1856.
- 19 avril : Charles Chevalier, ingénieur-opticien français, fabricant d'objectifs photographiques, qui a travaillé à l'amélioration du procédé photographique, mort le 21 novembre 1859.
- 4 mai : Joaquín Hysern, médecin et photographe espagnol, mort le 14 mars 1883.
- 21 juin : Charles Hippolyte Fockedey, imprimeur et photographe français, fondateur de l'Imprimerie photographique (première imprimerie à vocation industrielle pour la production en série de tirages photographiques), mort le 17 septembre 1873.
- 26 septembre : Robert Gill, militaire et photographe britannique, actif en Inde, mort le 10 avril 1875.
- 20 octobre : Joseph-Philibert Girault de Prangey, archéologue, éditeur d'art et photographe français, mort le 7 décembre 1892.
- 27 décembre : Cornelis Hendrik van Amerom, peintre et photographe néerlandais, mort le 24 novembre 1874.

- Date précise inconnue :
  - Stefano Lecchi, photographe italien, connu pour ses photographies en 1849 de la ville de Rome occupée par l’armée française qui constituent l'un des premiers reportages de guerre, mort en 1863 ou 1864.